# Hanoi Rocks
A Hanoi Rocks népszerű, 1979-től 2009-ig működő finn glam metal együttes volt. Pályafutásuk alatt többen is megfordultak a zenekarban. 1979-ben alakultak meg Helsinkiben. Olyan zenekarokra voltak nagy hatással, mint a Guns N’ Roses, a Skid Row és a Poison.
A Hanoi Rocks pályafutása alatt nyolc nagylemezt jelentetett meg. 2009-ben feloszlottak.

## Diszkográfia

### Stúdióalbumok
- Bangkok Shakes, Saigon Shocks, Hanoi Rocks (1981)
- Oriental Beat (1982)
- Self Destruction Blues (1982)
- Back to Mystery City (1983)
- Two Steps from the Move (1984)
- Twelve Shots on the Rocks (2002)
- Another Hostile Takeover (2005)
- Street Poetry (2007)